# Synthetonychia minuta
Synthetonychia minuta is een hooiwagen uit de familie Synthetonychidae.